# 동펑 플라자 랜드마크 타워
동펑 플라자 랜드마크 타워는 중국 쿤밍에 공사중인 마천루이다.